# Карвахаль, Франсиско
Франсиско Себастьян Карвахаль-и-Гуаль (исп. Francisco Sebastián Carvajal y Gual, 9 декабря 1870, Кампече, Мексика — 20 сентября 1932, Мехико) — мексиканский государственный и политический деятель, временный президент Мексики с 15 июля по 13 августа 1914.

## Биография
По образованию юрист, занимал ряд должностей в администрации президента Порфирио Диаса. 3 мая 1911, во время Мексиканской революции, был послан Диасом на переговоры с лидером восставших Франсиско Мадеро. В 1913 году, когда власть в стране перешла к генералу Викториано Уэрте, Карвахаль был назначен председателем Верховного суда, а 10 июля 1914 года получил должность министра иностранных дел. Когда 15 июля 1914 года Уэрта ушёл в остставку, Карвахаль стал президентом страны и занимал этот пост в течение менее чем месяца. 13 августа Карвахаль ушёл в отставку. Новым президентом стал Венустиано Карранса.
Карвахаль эмигрировал в США и жил там в Новом Орлеане до 1922, после чего вернулся в Мексику.